# MG3 III
La MG 3 est une berline compacte produite depuis 2024 par la marque MG Motor, filiale du groupe chinois SAIC Motor. Cette 3ème génération de ce modèle est produite en Chine, dans l'usine SAIC de Pukou, un district de la ville de Nanjing. 

## Présentation

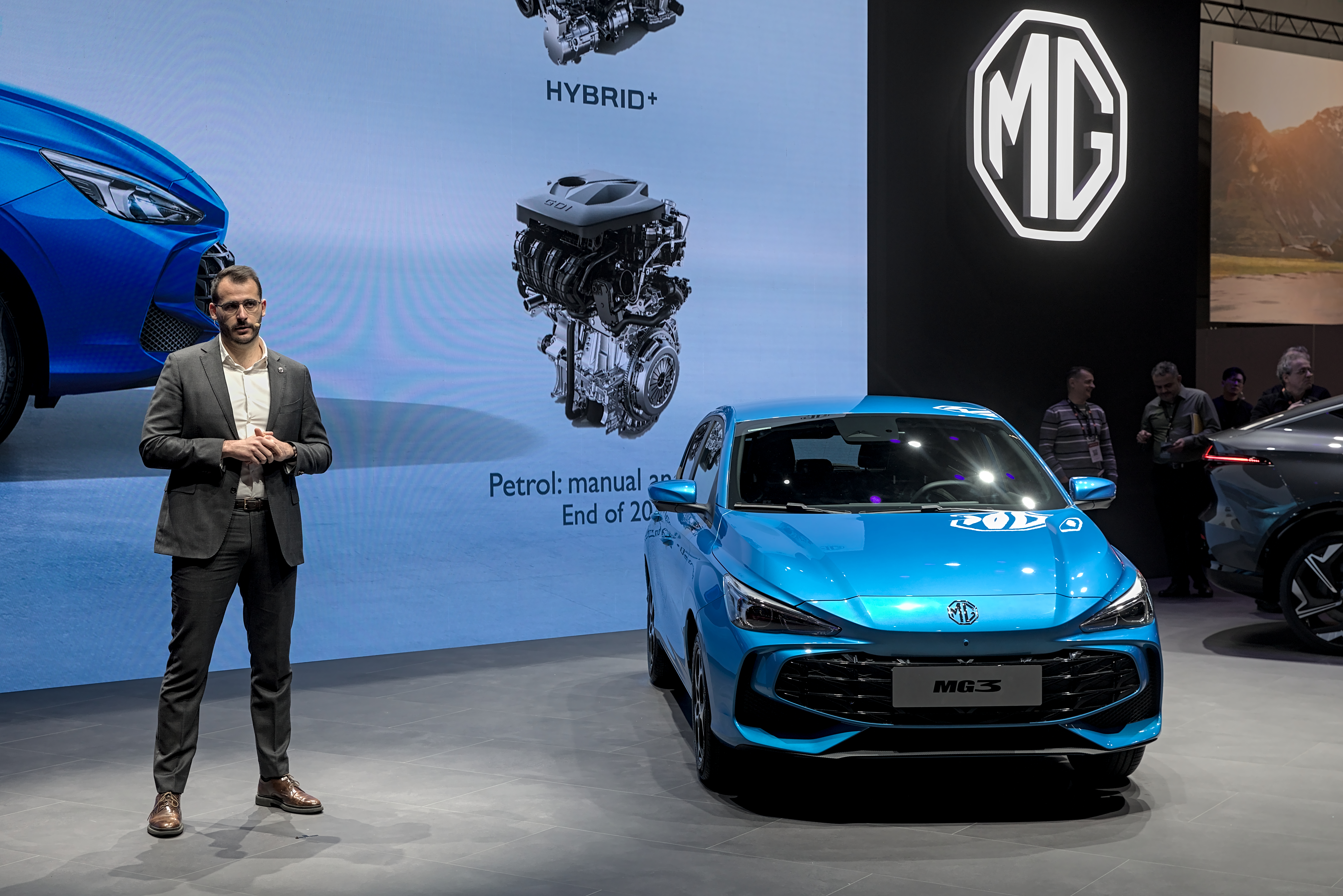
Présentation à Genève 2024

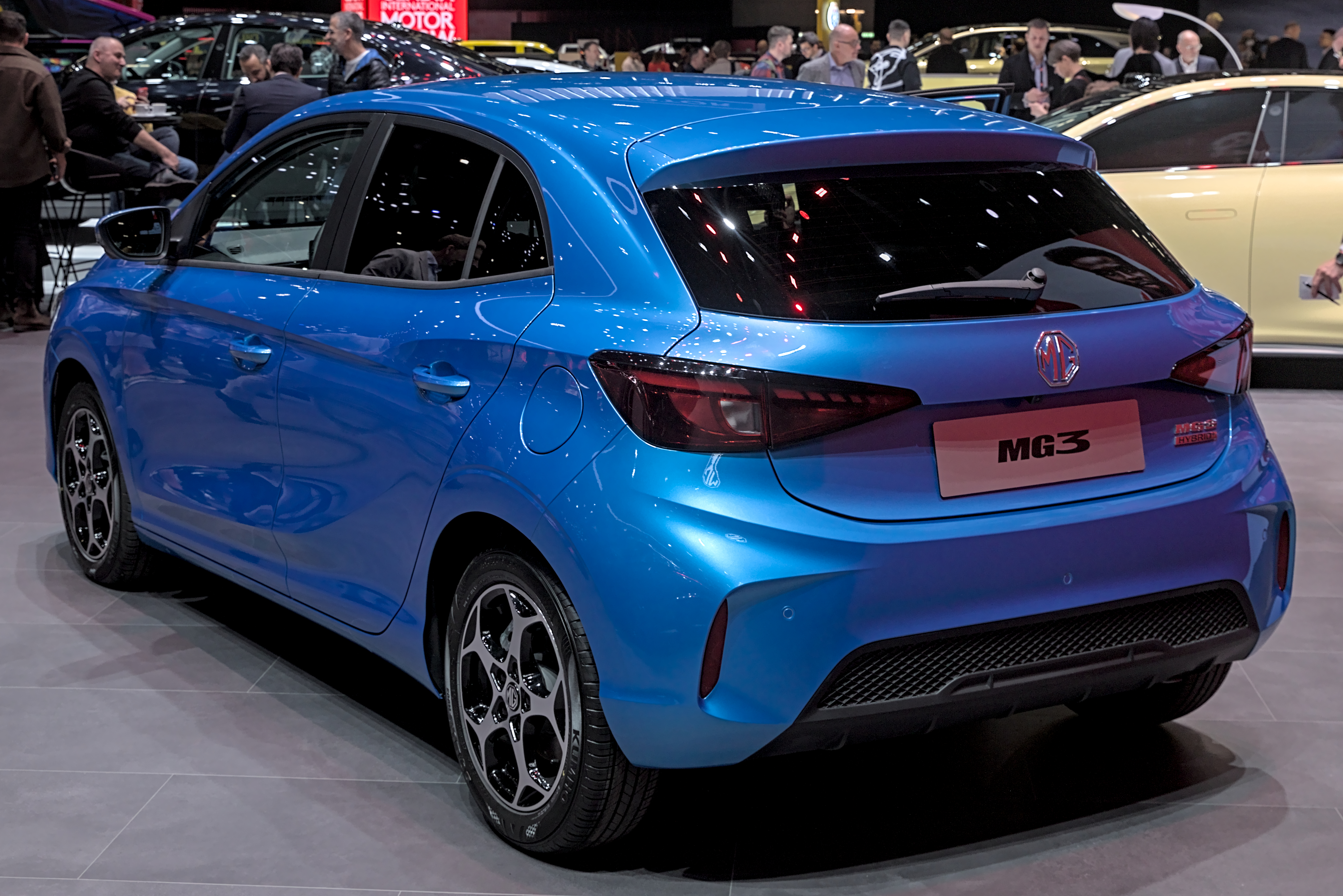
Vue de l'arrière.

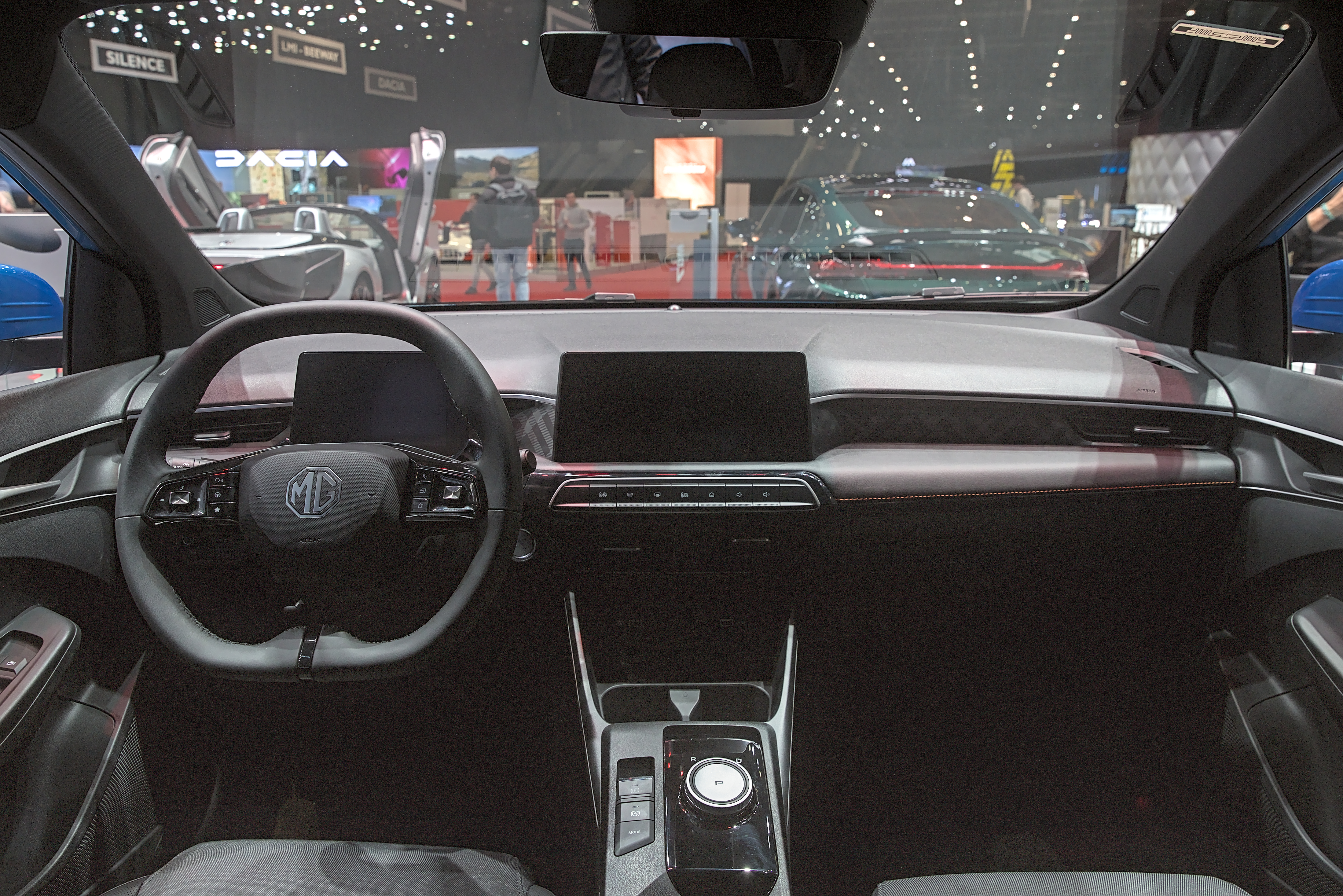
Intérieur de la version Hybrid+.

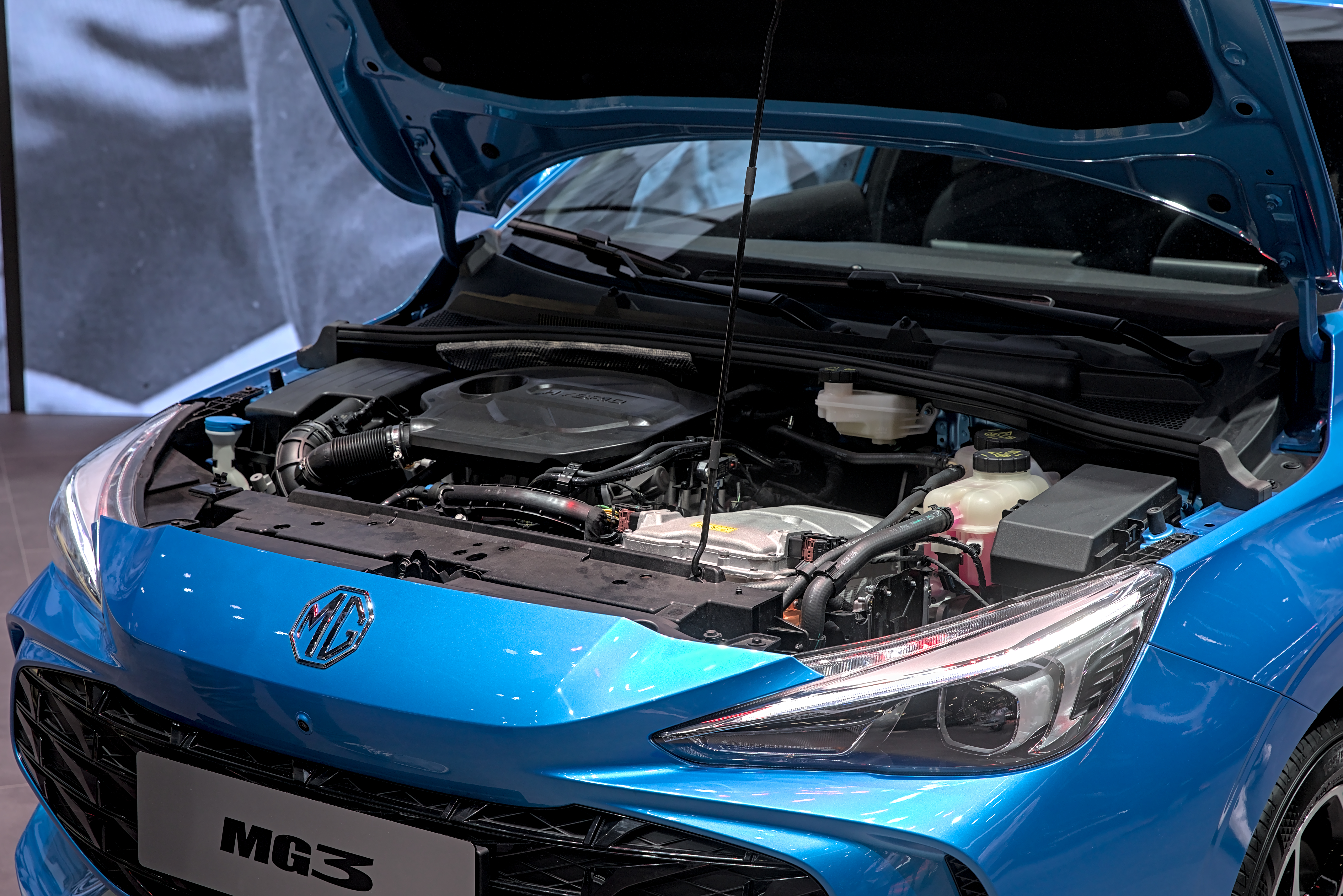
Compartiment moteur

La 3e génération de MG 3 est présentée le 26 février 2024 lors de la 90e édition du salon de Genève.

## Caractéristiques techniques

### Motorisation
La MG 3 pour le marché Français reçoit uniquement une motorisation hybride essence (Hybrid+) composée d'un 4-cylindres 1.5 litre essence de 102 ch, associé à un moteur électrique de 136 ch alimenté par une batterie de 1,83 kWh et accouplé à une boîte de vitesses automatique à trois rapports. 
Sur d'autres pays d'Europe où la taxe carbone ne les sévit pas et sur les autres marchés, la MG3 est également disponible en motorisation essence 4-cylindres 1.5 de boite manuelle
| Logo de MG                   | MG3                                                             | MG3                    |
| Logo de MG                   | Hybrid+                                                         | 1.5 MT5                |
| Moteur                       | 4-cylindres à cycle d'Atkinson + moteur électrique              | 4-cylindres cycle Otto |
| Admission                    | Atmosphérique                                                   | Atmosphérique          |
| Cylindrée (cm³)              | 1498                                                            | 1498                   |
| Puissance maximale ch (kW)   | Thermique : 102 (75) Électrique : 136 (100) Cumulée : 195 (143) | 116 (82)               |
| au régime de (tr/min)        |                                                                 | 6000                   |
| Couple maximal (N m)         | 128                                                             | 148                    |
| au régime de (tr/min)        | 4500                                                            | 4500                   |
| Boîte de vitesses            | Automatique à 3 rapports                                        | Manuelle à 5 rapports  |
| Transmission                 | Traction                                                        | Traction               |
| Vitesse maximale (km/h)      | 170                                                             | 185                    |
| 0-100 km/h (s)               | 8,0                                                             | 10,8                   |
| Consommation (ℓ/100 km)      | 4,4                                                             | 6,1                    |
| Émissions de CO2 (g/km)      | 100                                                             | 137                    |
| Capacité du réservoir (ℓ)    | 36                                                              | 45                     |
| Masse à vide (kg)            | 1285                                                            | 1162                   |
| Norme environnementale       | Euro 7                                                          | Euro 6E                |
| Batterie                     |                                                                 |                        |
| Type                         | Lithium-ion                                                     |                        |
| Capacité (kWh)               | 1,83                                                            |                        |
| Autonomie en électrique (km) |                                                                 |                        |
| Masse (kg)                   |                                                                 |                        |

## Finitions
- Standard[10]: Caméra de recul, capteurs de stationnement arrière, équipement ADAS GSR 2, 4 vitres électriques avec vitre conducteur impulsionnelle anti-pincement, climatisation automatique, Apple CarPlay/Android Auto, 4 haut-parleurs.
- Comfort (en plus de l'équipement Standard) : plage arrière, essuie-glace arrière, rétroviseurs dégivrants rabattables électriquement, pare-soleils avec miroirs de courtoisie, console centrale avec aérateurs arrière, démarrage mains-libres, 6 haut-parleurs, jantes 16 pouces en alliage.
- Luxury (en plus de l'équipement Comfort) : capteur de pluie, éclairage projecteurs LED, volant cuir, surveillance angles morts, caméra 360°, accès mains libres, sièges simili-cuir noir, sièges avants chauffants, vitrage arrière surteinté.